# Eva-Maria Zwiebler
Eva-Maria „Evi“ Zwiebler (* 20. Mai 1953 in Bonn, geborene Eva-Maria Kranz) ist eine ehemalige deutsche Badmintonspielerin. 

## Sportliche Karriere
Eva-Maria Kranz gewann 1976 ihren ersten Titel in Deutschland. Weitere Titel folgten 1977, 1978, 1979 und 1983. Mit dem 1. BC Beuel wurde sie 1981, 1982 und 1983 deutsche Mannschaftsmeisterin. International siegte sie in der UdSSR und der ČSSR.

## Privates
Zwiebler ist verheiratet mit dem ehemaligen Badmintonspieler Karl-Heinz Zwiebler und Mutter des siebenmaligen deutschen Meisters Marc Zwiebler.
Beruflich wurde sie nach ihrer sportlichen Karriere Bürgeramtsleiterin der Stadt Bonn und war ferner Projektleiterin für die Errichtung des World Conference Center Bonn (WCCB). Sie engagiert sich seit Jahrzehnten im Karneval und war von 1998 bis 2011 Obermöhn der Beueler Wäscherinnen.

## Sportliche Erfolge
| Saison    | Veranstaltung                        | Disziplin   | Platz | Name |
| --------- | ------------------------------------ | ----------- | ----- | --- |
| 1971/1972 | Deutsche Mannschaftsmeisterschaft    | Mannschaft  | 2     | 1. BC Beuel (Roland Maywald, Alfred Kreutzberg, Karl-Heinz Zwiebler, Reiner Wodey, Reinhard Wolber, Marieluise Wackerow, Eva-Maria Kranz, Helga Maywald)              |
| 1971/1972 | Deutsche Einzelmeisterschaft U22     | Damendoppel | 2     | Eva-Maria Kranz-Zwiebler / Helga Maywald (1. BC Beuel) |
| 1972/1973 | Deutsche Einzelmeisterschaft U22     | Damendoppel | 2     | Eva Maria Kranz / Marie-Luise Schulta (1. BC Beuel / BC Bocholt) |
| 1972/1973 | Deutsche Mannschaftsmeisterschaft    | Mannschaft  | 2     | 1. BC Beuel (Roland Maywald, Alfred Kreutzberg, Karl-Heinz Zwiebler, Reiner Wodey, Reinhard Wolber, Marieluise Zizmann, Eva-Maria Kranz, Helga Maywald)               |
| 1972/1973 | Deutsche Einzelmeisterschaft U22     | Mixed       | 2     | Karl-Heinz Zwiebler / Eva Maria Kranz (1. BC Beuel) |
| 1972/1973 | Deutsche Einzelmeisterschaft U22     | Dameneinzel | 2     | Eva Maria Kranz-Zwiebler (1. BC Beuel) |
| 1973/1974 | Deutsche Einzelmeisterschaft U22     | Dameneinzel | 1     | Eva-Maria Kranz (1. BC Beuel) |
| 1973/1974 | Westdeutsche Einzelmeisterschaft U22 | Damendoppel | 1     | Eva-Maria Kranz / Marie-Luise Schulta-Jansen (1.BC Beuel / SC Union 08 Lüdinghausen)                                                                                  |
| 1973/1974 | Deutsche Mannschaftsmeisterschaft    | Mannschaft  | 2     | 1. BC Beuel (Roland Maywald, Karl-Heinz Zwiebler, Alfred Kreutzberg, Reiner Wodey, Reinhold Wolber, Rolf Zizmann, Marieluise Zizmann, Eva-Maria Kranz, Helga Maywald) |
| 1973/1974 | Deutsche Einzelmeisterschaft U22     | Mixed       | 2     | Reiner Wodey / Eva Maria Kranz-Zwiebler (1. BC Beuel) |
| 1974/1975 | Deutsche Einzelmeisterschaft U22     | Damendoppel | 1     | Eva-Maria Kranz / Marie-Luise Schulta-Jansen (1. BC Beuel / SC Union 08 Lüdinghausen)                                                                                 |
| 1974/1975 | Deutsche Einzelmeisterschaft U22     | Dameneinzel | 1     | Eva-Maria Kranz (1. BC Beuel) |
| 1974/1975 | Deutsche Einzelmeisterschaft U22     | Mixed       | 1     | Reiner Wodey / Eva-Maria Kranz (1. BC Beuel) |
| 1974/1975 | Deutsche Einzelmeisterschaft         | Dameneinzel | 2     | Eva-Maria Kranz (1. BC Beuel) |
| 1974/1975 | Deutsche Einzelmeisterschaft         | Damendoppel | 3     | Eva-Maria Kranz / Gudrun Ziebold (1. BC Beuel / Merscheider TV) |
| 1974/1975 | Deutsche Mannschaftsmeisterschaft    | Mannschaft  | 2     | 1. BC Beuel (Roland Maywald, Karl-Heinz Zwiebler, Alfred Kreutzberg, Reiner Wodey, Rolf Zizmann, Marieluise Zizmann, Eva-Maria Kranz)                                 |
| 1974/1975 | Westdeutsche Einzelmeisterschaft U22 | Damendoppel | 1     | Eva-Maria Kranz / Marie-Luise Schulta-Jansen (1.BC Beuel / SC Union 08 Lüdinghausen)                                                                                  |
| 1975/1976 | Deutsche Mannschaftsmeisterschaft    | Mannschaft  | 2     | 1. BC Beuel (Roland Maywald, Karl-Heinz Zwiebler, Reiner Wodey, Rolf Zizmann, Marieluise Zizmann, Eva-Maria Kranz)                                                    |
| 1975/1976 | Deutsche Einzelmeisterschaft         | Mixed       | 3     | Roland Maywald / Eva-Maria Kranz (1. BC Beuel) |
| 1975/1976 | Deutsche Einzelmeisterschaft         | Damendoppel | 1     | Eva-Maria Kranz / Marieluise Wackerow (1. BC Beuel) |
| 1976      | Czechoslovakian International        | Mixed       | 3     | Roland Maywald / Eva-Maria Kranz |
| 1976      | Czechoslovakian International        | Damendoppel | 3     | Eva-Maria Kranz / Marieluise Zizmann |
| 1976/1977 | Deutsche Einzelmeisterschaft         | Damendoppel | 1     | Eva-Maria Kranz / Brigitte Steden (1. BC Beuel / OSC Rheinhausen) |
| 1976/1977 | Deutsche Einzelmeisterschaft         | Dameneinzel | 2     | Eva-Maria Kranz (1. BC Beuel) |
| 1977      | USSR International                   | Damendoppel | 1     | Eva-Maria Kranz / Vera Martini |
| 1977/1978 | Deutsche Einzelmeisterschaft         | Dameneinzel | 1     | Eva-Maria Kranz (1. BC Beuel) |
| 1978      | Czechoslovakian International        | Mixed       | 1     | Karl-Heinz Zwiebler / Eva-Maria Zwiebler |
| 1978/1979 | Deutsche Einzelmeisterschaft         | Dameneinzel | 1     | Eva-Maria Kranz (1. BC Beuel) |
| 1978/1979 | Deutsche Einzelmeisterschaft         | Damendoppel | 1     | Eva-Maria Kranz / Vera Martini (1. BC Beuel / TuS Wiebelskirchen) |
| 1980/1981 | Deutsche Mannschaftsmeisterschaft    | Mannschaft  | 1     | 1. BC Beuel (Karl-Heinz Zwiebler, Roland Maywald, Reiner Wodey, Gary Scott, Dieter Tholen, Marieluise Zizmann, Eva-Maria Zwiebler)                                    |
| 1981      | Victor Cup                           | Dameneinzel | 3     | Eva-Maria Zwiebler |
| 1981/1982 | Deutsche Einzelmeisterschaft         | Damendoppel | 2     | Marieluise Wackerow / Eva-Maria Kranz (1. BC Beuel) |
| 1981/1982 | Deutsche Einzelmeisterschaft         | Dameneinzel | 2     | Eva-Maria Kranz (1. BC Beuel) |
| 1981/1982 | Deutsche Mannschaftsmeisterschaft    | Mannschaft  | 1     | 1. BC Beuel (Karl-Heinz Zwiebler, Roland Maywald, Reiner Wodey, Gary Scott, Wolfgang Schneider, Frank Thiel, Marieluise Zizmann, Eva-Maria Zwiebler)                  |
| 1982/1983 | Deutsche Einzelmeisterschaft         | Dameneinzel | 1     | Eva-Maria Kranz (1. DBC Bonn) |
| 1982/1983 | Deutsche Mannschaftsmeisterschaft    | Mannschaft  | 1     | 1. DBC Bonn (Karl-Heinz Zwiebler, Roland Maywald, Gerhard Treitinger, Harald Klauer, Gaby Splett, Eva-Maria Zwiebler)                                                 |
| 1983/1984 | Deutsche Mannschaftsmeisterschaft    | Mannschaft  | 3     | 1. DBC Bonn (Karl-Heinz Zwiebler, Roland Maywald, Harald Klauer, Rolf Walbrück, Axel Schönfelder, Gaby Splett, Eva-Maria Zwiebler, Dorett Hökel)                      |
| 1984/1985 | Deutsche Einzelmeisterschaft         | Dameneinzel | 3     | Eva-Maria Zwiebler (1. BC Beuel) |
| 1984/1985 | Deutsche Mannschaftsmeisterschaft    | Mannschaft  | 2     | 1. DBC Bonn (Karl-Heinz Zwiebler, Roland Maywald, Harald Klauer, Hartmann, Eva-Maria Zwiebler, Dorett Hökel)                                                          |
| 1985/1986 | Deutsche Mannschaftsmeisterschaft    | Mannschaft  | 2     | 1. DBC Bonn (Karl-Heinz Zwiebler, Harald Klauer, Armin Hartmann, Jörg Diehl, Eva-Maria Zwiebler, Dorett Hökel)                                                        |
| 1986/1987 | Deutsche Einzelmeisterschaft         | Dameneinzel | 2     | Eva-Maria Zwiebler (1. BC Beuel) |
| 1987/1988 | Deutsche Einzelmeisterschaft O35     | Mixed       | 1     | Karl Heinz Zwiebler / Eva-Maria Zwiebler (1. BC Beuel) |
| 1987/1988 | Deutsche Einzelmeisterschaft O32     | Dameneinzel | 1     | Eva-Maria Zwiebler (1. BC Beuel) |
| 1988/1989 | Deutsche Einzelmeisterschaft O32     | Damendoppel | 1     | Eva-Maria Zwiebler / Karin Schäfers (1. BC Beuel / FC Langenfeld) |
| 1988/1989 | Deutsche Einzelmeisterschaft O32     | Mixed       | 1     | Karl-Heinz Zwiebler / Eva-Maria Zwiebler (1. BC Beuel) |
| 1988/1989 | Deutsche Einzelmeisterschaft O32     | Dameneinzel | 1     | Eva-Maria Zwiebler (1. BC Beuel) |
| 1989/1990 | Deutsche Einzelmeisterschaft O32     | Dameneinzel | 1     | Eva-Maria Zwiebler (1. BC Beuel) |
| 1989/1990 | Deutsche Einzelmeisterschaft O32     | Mixed       | 1     | Karl Heinz Zwiebler / Eva-Maria Zwiebler (1. BC Beuel) |
| 1990/1991 | Deutsche Einzelmeisterschaft O32     | Damendoppel | 1     | Eva-Maria Zwiebler / Marieluise Zizmann (1. BC Beuel) |
| 1990/1991 | Deutsche Einzelmeisterschaft O32     | Dameneinzel | 1     | Eva-Maria Zwiebler (1. BC Beuel) |
| 1990/1991 | Deutsche Einzelmeisterschaft O32     | Mixed       | 1     | Karl-Heinz Zwiebler / Eva-Maria Zwiebler (1. BC Beuel) |
| 1991/1992 | Deutsche Einzelmeisterschaft O32     | Dameneinzel | 1     | Eva-Maria Zwiebler (1. BC Beuel) |
| 1991/1992 | Deutsche Einzelmeisterschaft O32     | Damendoppel | 1     | Eva-Maria Zwiebler / Barbara Schnaase (1. BC Beuel / SC Union 08 Lüdinghausen)                                                                                        |
| 1991/1992 | Deutsche Einzelmeisterschaft O32     | Mixed       | 1     | Karl-Heinz Zwiebler / Eva-Maria Zwiebler (1. BC Beuel) |
| 1992/1993 | Deutsche Einzelmeisterschaft O32     | Dameneinzel | 1     | Eva-Maria Zwiebler (1. BC Beuel) |
| 1992/1993 | Deutsche Einzelmeisterschaft O32     | Damendoppel | 2     | Eva Maria Zwiebler (1. BC Beuel) / Marlies Wessels (STC Blau-Weiß Solingen)                                                                                           |
| 1993/1994 | Deutsche Einzelmeisterschaft O40     | Damendoppel | 1     | Eva-Maria Zwiebler / Helga Maywald (1. BC Beuel) |
| 1993/1994 | Deutsche Einzelmeisterschaft O40     | Mixed       | 2     | Karl-Heinz Zwiebler / Eva-Maria Zwiebler (1. BC Beuel) |
| 1993/1994 | Deutsche Einzelmeisterschaft O40     | Dameneinzel | 1     | Eva-Maria Zwiebler (1. BC Beuel) |
| 1994/1995 | Deutsche Einzelmeisterschaft O40     | Damendoppel | 1     | Eva-Maria Zwiebler / Marieluise Zizmann (1. BC Beuel) |
| 1994/1995 | Deutsche Einzelmeisterschaft O40     | Dameneinzel | 1     | Eva-Maria Zwiebler (1. BC Beuel) |
| 1995/1996 | Deutsche Einzelmeisterschaft O40     | Damendoppel | 1     | Helga Maywald / Eva-Maria Zwiebler (1. BC Beuel) |
| 1995/1996 | Deutsche Einzelmeisterschaft O40     | Dameneinzel | 1     | Eva-Maria Zwiebler (1. BC Beuel) |
| 1995/1996 | Deutsche Einzelmeisterschaft O40     | Mixed       | 2     | Karl-Heinz Zwiebler / Eva-Maria Zwiebler (1. BC Beuel) |
| 1996/1997 | Deutsche Einzelmeisterschaft O40     | Damendoppel | 1     | Helga Maywald / Eva-Maria Zwiebler (1. BC Beuel) |
| 1996/1997 | Deutsche Einzelmeisterschaft O40     | Mixed       | 1     | Karl-Heinz Zwiebler / Eva-Maria Zwiebler (1. BC Beuel) |
| 1996/1997 | Deutsche Einzelmeisterschaft O40     | Dameneinzel | 1     | Eva-Maria Zwiebler (1. BC Beuel) |